# Дерчево
Дерчево (пол. Derczewo, нім. Dertzow) — село в Польщі, у гміні Мислібуж Мисліборського повіту Західнопоморського воєводства.
Населення — 389 осіб (2011).
У 1975-1998 роках село належало до Гожовського воєводства.

## Демографія
Демографічна структура станом на 31 березня 2011 року:
|          | Загалом | Допрацездатний вік | Працездатний вік | Постпрацездатний вік |
| -------- | ------- | ------------------ | ---------------- | -------------------- |
| Чоловіки | 197     | 42                 | 134              | 21                   |
| Жінки    | 192     | 40                 | 112              | 40                   |
| Разом    | 389     | 82                 | 246              | 61                   |